# Ölkofra saga
L'Ölkofra saga (che in italiano significa Saga di Ölkofri) è una saga degli Islandesi scritta in norreno in Islanda intorno al XIII-XIV secolo. L'autore, come per molte di queste saghe, è ignoto.
L'Ölkofra saga è una satira del sistema giudiziario dello Stato libero d'Islanda: essa narra la storia di un birraio, Ölkofri, che appicca accidentalmente un incendio ad alcuni fertili boschi appartenenti a sei potenti capi islandesi; questi capi lo portano davanti all'Althing per farlo dichiarare fuorilegge, ma grazie agli sforzi di alcune persone che vengono inaspettatamente in suo aiuto Ölkofri riesce a scampare la condanna.

## Traduzioni
- Olkofri's saga. Tradotto da John Tucker. In: Viðar Hreinsson (editore): The Complete Sagas of Icelanders including 59 Tales. Volume V, pp. 231–237. Reykjavík: Leifur Eiríksson Publishing, 1997. ISBN 9979-9293-5-9. (EN)
- Ölkovres saga. I tolkning från fornisländskan, med skaldevers och kommentar av Åke Ohlmarks. Med teckningar av Uno Stallarholm. I: De isländska sagorna. Band 5 (Sagorna från Öst- och Sydisland), s. 17. Stoccolma: Steinsviks bokförlag, 1964. (SV)